# Jrengik (plaats)
Jrengik is een bestuurslaag in het regentschap Sampang van de provincie Oost-Java, Indonesië. Jrengik telt 2716 inwoners (volkstelling 2010).